# Klubowy Puchar Europy w szachach (2008)
2008 – dwudziesty czwarty sezon Klubowego Pucharu Europy w szachach. Rozgrywki odbyły się w Kalitei w dniach 17–23 października 2008 roku. Tytuł zdobył rosyjski Urał Jekaterynburg.

## Format rozgrywek
Turniej odbywał się systemem szwajcarskim na dystansie siedmiu rund. W przypadku identycznej liczby punktów decydowała łączna liczba punktów uzyskanych przez zawodników, a przy dalszej równości – system Buchholza.

## Uczestnicy
W nawiasie podano średni ranking Elo. Źródło: OlimpBase

- Apolonia Fier (1400)
- Butrinti Saranda (2047)
- Barbican Chess Club (2426)
- Betsson.com (2377)
- Bank King Erywań (2573)
- FIMA Erywań (2455)
- Mika Erywań (2700)
- SK Advisory Invest Baden (2450)
- SK Hohenems (2503)
- CREC Charleroi (2348)
- KSK 47 Eynatten (2417)
- KSK Rochade Eupen-Kelmis (2398)
- Bosna Sarajewo (2635)
- ŠK Široki Brijeg-Hering (2447)
- ŠK Zagreb (2623)
- 1. Novoborský ŠK (2551)
- Brønshøj SF (2189)
- SK1968 (2301)
- QUB Chess Club (1644)
- Istogu Istok (1672)
- Llamkos Vushtrria (1674)
- Matinkylän SK (2373)
- Tammer-Shakki (2362)
- Clichy-Echecs 92 (2508)
- AMO Galaxias (2313)
- ES Saloniki (2408)
- Gros XT (2471)
- Magic Mérida (2620)
- Mérida Patrimonio de la Humanidad (2149)
- HMC Calder (2306)
- Leidsch SG (2359)
- SC Utrecht (2349)
- Ennis Chess Club (1821)
- Phibsboro Chess Club (2140)
- Taflfélag Bolungarvíkur (2341)
- Taflfélagið Hellir (2305)
- Ashdod-Illit City Club (2641)
- Beer Sheva Chess Club (2510)
- ŠK Panevėžys (2395)
- VŠŠSM Wilno (2435)
- Gambit Bonnevoie (1947)
- Le Cavalier Differdange (2260)
- Alkaloid Skopje (2617)
- Gambit Skopje (2334)
- CE Monte-Carlo (2087)
- OSG Baden-Baden (2686)
- SV Mülheim-Nord (2592)
- Werder Brema (2530)
- Oslo SS (2308)
- Schakklubben av 1911 (2296)
- Ekonomist-SGSEU Saratów (2685)
- FINEK-Gazprombank Petersburg (2581)
- TPS Sarańsk (2672)
- Urał Jekaterynburg (2712)
- Slávia UPJŠ Koszyce (2271)
- ŠD Ptuj-Veplas Velenje (2447)
- CS Mendrisio (2399)
- SF Reichenstein (2420)
- SK Rockaden Stockholm (2387)
- PVK Kijów (2681)
- Cwmbran Chess Club (1873)
- Nidum Liberals (1818)
- Haladás VSE Szombathely (2413)
- CS R. Fischer Chieti (2475)

## Rozgrywki

### Runda 1
Źródło: OlimpBase
17 października 2008
| Urał Jekaterynburg – KSK Rochade Eupen-Kelmis 5½:½ |
| ŠK Panevėžys – Mika Erywań 1½:4½                   |
| OSG Baden-Baden – SK Rockaden Stockholm 4½:1½      |
| Betsson.com – Ekonomist-SGSEU Saratów ½:5½         |
| PVK Kijów – Matinkylän SK 6:0                      |
| Tammer-Shakki – Ashdod-Illit City Club 2½:3½       |
| TPS Sarańsk – Leidsch SG 6:0                       |
| SC Utrecht – Bosna Sarajewo 1:5                    |
| ŠK Zagreb – CREC Charleroi 4:2                     |
| Taflfélag Bolungarvíkur – Magic Mérida 0:6         |
| Alkaloid Skopje – Gambit Skopje 3:3                |
| AMO Galaxias – SV Mülheim-Nord 2:4                 |
| FINEK-Gazprombank Petersburg – Oslo SS 5:1         |
| HMC Calder – Bank King Erywań 0:6                  |
| 1. Novoborský ŠK – Taflfélagið Hellir 5½:½         |
| SK1968 – Werder Brema 1½:4½                        |
| Beer Sheva Chess Club – Schakklubben av 1911 5:1   |
| Slávia UPJŠ Koszyce – Clichy-Echecs 92 0:6         |
| SK Hohenems – Le Cavalier Differdange 5:1          |
| Brønshøj SF – CS R. Fischer Chieti 0:6             |
| Gros XT – Mérida Patrimonio de la Humanidad 5:1    |
| Phibsboro Chess Club – FIMA Erywań 1:5             |
| SK Advisory Invest Baden – CE Monte-Carlo 6:0      |
| Butrinti Saranda – ŠK Široki Brijeg-Hering 2:4     |
| ŠD Ptuj-Veplas Velenje – Gambit Bonnevoie 5½:½     |
| Cwmbran Chess Club – VŠŠSM Wilno 0:6               |
| Barbican Chess Club – Ennis Chess Club 5:1         |
| Nidum Liberals – SF Reichenstein ½:5½              |
| KSK 47 Eynatten – Llamkos Vushtrria 4:2            |
| Istogu Istok – Haladás VSE Szombathely 2:4         |
| ES Saloniki – QUB Chess Club 6:0                   |
| Apolonia Fier – CS Mendrisio ½:5½                  |

### Runda 2
Źródło: OlimpBase
18 października 2008
| Barbican Chess Club – Urał Jekaterynburg 0:6         |
| Mika Erywań – ES Saloniki 4:2                        |
| VŠŠSM Wilno – OSG Baden-Baden 1:5                    |
| Ekonomist-SGSEU Saratów – FIMA Erywań 4:2            |
| Ashdod-Illit City Club – PVK Kijów 3:3               |
| Haladás VSE Szombathely – TPS Sarańsk ½:5½           |
| CS R. Fischer Chieti – ŠK Zagreb 2½:3½               |
| Magic Mérida – KSK 47 Eynatten 5:1                   |
| SV Mülheim-Nord – Clichy-Echecs 92 1½:4½             |
| CS Mendrisio – FINEK-Gazprombank Petersburg 1:5      |
| Bank King Erywań – ŠK Široki Brijeg-Hering 2½:3½     |
| Gros XT – 1. Novoborský ŠK 1½:4½                     |
| Werder Brema – SK Advisory Invest Baden 4:2          |
| SF Reichenstein – Beer Sheva Chess Club 2:4          |
| ŠD Ptuj-Veplas Velenje – SK Hohenems 3:3             |
| Bosna Sarajewo – Gambit Skopje 5½:½                  |
| Ennis Chess Club – Alkaloid Skopje 0:6               |
| KSK Rochade Eupen-Kelmis – Phibsboro Chess Club 5½:½ |
| Taflfélag Bolungarvíkur – ŠK Panevėžys 3:3           |
| SK Rockaden Stockholm – Leidsch SG 2:4               |
| Mérida Patrimonio de la Humanidad – Betsson.com ½:5½ |
| Matinkylän SK – SK1968 2:4                           |
| QUB Chess Club – Tammer-Shakki 0:6                   |
| Apolonia Fier – SC Utrecht 0:6                       |
| CREC Charleroi – Cwmbran Chess Club 3½:2½            |
| CE Monte-Carlo – AMO Galaxias ½:5½                   |
| Oslo SS – Nidum Liberals 6:0                         |
| Istogu Istok – HMC Calder 2:4                        |
| Taflfélagið Hellir – Le Cavalier Differdange 3:3     |
| Schakklubben av 1911 – Gambit Bonnevoie 5½:½         |
| Llamkos Vushtrria – Slávia UPJŠ Koszyce 2½:3½        |
| Butrinti Saranda – Brønshøj SF 4:2                   |

### Runda 3
Źródło: OlimpBase
19 października 2008
| ŠK Široki Brijeg-Hering – Urał Jekaterynburg ½:5½            |
| Mika Erywań – Bosna Sarajewo 3½:2½                           |
| 1. Novoborský ŠK – OSG Baden-Baden 1½:4½                     |
| FINEK-Gazprombank Petersburg – Ekonomist-SGSEU Saratów 1½:4½ |
| TPS Sarańsk – ŠK Zagreb 3½:2½                                |
| Werder Brema – Magic Mérida 1½:4½                            |
| Clichy-Echecs 92 – Beer Sheva Chess Club 3:3                 |
| PVK Kijów – SK Hohenems 5½:½                                 |
| Alkaloid Skopje – Ashdod-Illit City Club 1½:4½               |
| Slávia UPJŠ Koszyce – ŠD Ptuj-Veplas Velenje 2:4             |
| FIMA Erywań – SV Mülheim-Nord ½:5½                           |
| Leidsch SG – Bank King Erywań 1½:4½                          |
| Haladás VSE Szombathely – CS R. Fischer Chieti 2:4           |
| CS Mendrisio – Gros XT 1:5                                   |
| SK Advisory Invest Baden – Barbican Chess Club 3½:2½         |
| Betsson.com – VŠŠSM Wilno 3:3                                |
| CREC Charleroi – SF Reichenstein 2½:3½                       |
| Tammer-Shakki – KSK 47 Eynatten 2½:3½                        |
| ES Saloniki – SK1968 3½:2½                                   |
| SC Utrecht – KSK Rochade Eupen-Kelmis 2½:3½                  |
| AMO Galaxias – Butrinti Saranda 3½:2½                        |
| Schakklubben av 1911 – Oslo SS 3:3                           |
| ŠK Panevėžys – HMC Calder 1½:4½                              |
| Le Cavalier Differdange – Taflfélag Bolungarvíkur 2:4        |
| Gambit Skopje – Taflfélagið Hellir 2½:3½                     |
| Phibsboro Chess Club – Istogu Istok 2½:3½                    |
| SK Rockaden Stockholm – Apolonia Fier 5½:½                   |
| CE Monte-Carlo – Matinkylän SK 1:5                           |
| Brønshøj SF – Ennis Chess Club 5:1                           |
| Gambit Bonnevoie – Mérida Patrimonio de la Humanidad 3½:2½   |
| Cwmbran Chess Club – Nidum Liberals 2½:3½                    |
| QUB Chess Club – Llamkos Vushtrria 3½:2½                     |

### Runda 4
Źródło: OlimpBase
20 października 2008
| Urał Jekaterynburg – Mika Erywań 2½:3½                |
| OSG Baden-Baden – TPS Sarańsk 4:2                     |
| Magic Mérida – Ekonomist-SGSEU Saratów 2½:3½          |
| Beer Sheva Chess Club – PVK Kijów 1½:4½               |
| Clichy-Echecs 92 – ŠD Ptuj-Veplas Velenje 3:3         |
| Ashdod-Illit City Club – ES Saloniki 4½:1½            |
| Bosna Sarajewo – ŠK Široki Brijeg-Hering 6:0          |
| ŠK Zagreb – 1. Novoborský ŠK 3½:2½                    |
| FINEK-Gazprombank Petersburg – Werder Brema 4:2       |
| KSK 47 Eynatten – Bank King Erywań 1:5                |
| CS R. Fischer Chieti – KSK Rochade Eupen-Kelmis 4½:1½ |
| Gros XT – AMO Galaxias 5:1                            |
| SF Reichenstein – SK Advisory Invest Baden 2:4        |
| SV Mülheim-Nord – Taflfélagið Hellir 5:1              |
| SK Hohenems – Betsson.com 3½:2½                       |
| VŠŠSM Wilno – Taflfélag Bolungarvíkur 2½:3½           |
| HMC Calder – Oslo SS 2:4                              |
| Istogu Istok – Schakklubben av 1911 3:3               |
| Brønshøj SF – Alkaloid Skopje 0:6                     |
| FIMA Erywań – Gambit Bonnevoie 6:0                    |
| Barbican Chess Club – Slávia UPJŠ Koszyce 5:1         |
| Matinkylän SK – Haladás VSE Szombathely 2:4           |
| Leidsch SG – CS Mendrisio 2½:3½                       |
| Nidum Liberals – CREC Charleroi 1½:4½                 |
| SK1968 – QUB Chess Club 5½:½                          |
| Butrinti Saranda – ŠK Panevėžys 1½:4½                 |
| Gambit Skopje – SK Rockaden Stockholm 2½:3½           |
| Le Cavalier Differdange – SC Utrecht 1½:4½            |
| Mérida Patrimonio de la Humanidad – Tammer-Shakki 2:4 |
| Ennis Chess Club – Phibsboro Chess Club 3:3           |
| Cwmbran Chess Club – CE Monte-Carlo 1:5               |
| Llamkos Vushtrria – Apolonia Fier 4½:1½               |

### Runda 5
Źródło: OlimpBase
21 października 2008
| Mika Erywań – OSG Baden-Baden 2½:3½                   |
| Ekonomist-SGSEU Saratów – Ashdod-Illit City Club 3:3  |
| ŠD Ptuj-Veplas Velenje – PVK Kijów 1:5                |
| ŠK Zagreb – Urał Jekaterynburg 1½:4½                  |
| TPS Sarańsk – Gros XT 4½:1½                           |
| SK Advisory Invest Baden – Bosna Sarajewo 1½:4½       |
| Magic Mérida – FINEK-Gazprombank Petersburg 2½:3½     |
| Bank King Erywań – SV Mülheim-Nord 2½:3½              |
| CS R. Fischer Chieti – Clichy-Echecs 92 2½:3½         |
| Taflfélag Bolungarvíkur – Alkaloid Skopje 1:5         |
| Oslo SS – SK Hohenems 1½:4½                           |
| KSK Rochade Eupen-Kelmis – Beer Sheva Chess Club 2:4  |
| 1. Novoborský ŠK – KSK 47 Eynatten 4:2                |
| ES Saloniki – Werder Brema 2½:3½                      |
| CS Mendrisio – FIMA Erywań 1½:4½                      |
| ŠK Široki Brijeg-Hering – Tammer-Shakki 5:1           |
| Schakklubben av 1911 – Barbican Chess Club 2½:3½      |
| AMO Galaxias – SF Reichenstein 1½:4½                  |
| SC Utrecht – Haladás VSE Szombathely 2½:3½            |
| SK Rockaden Stockholm – CREC Charleroi 3:3            |
| SK1968 – Istogu Istok 5:1                             |
| Taflfélagið Hellir – ŠK Panevėžys 2:4                 |
| Betsson.com – HMC Calder 5:1                          |
| VŠŠSM Wilno – Brønshøj SF 5:1                         |
| Nidum Liberals – Matinkylän SK 1:5                    |
| CE Monte-Carlo – Leidsch SG 1½:4½                     |
| QUB Chess Club – Butrinti Saranda ½:5½                |
| Gambit Bonnevoie – Llamkos Vushtrria 4½:1½            |
| Slávia UPJŠ Koszyce – Le Cavalier Differdange 3½:2½   |
| Ennis Chess Club – Gambit Skopje 2:4                  |
| Phibsboro Chess Club – Cwmbran Chess Club 2½:3½       |
| Apolonia Fier – Mérida Patrimonio de la Humanidad 2:4 |

### Runda 6
Źródło: OlimpBase
22 października 2008
| PVK Kijów – OSG Baden-Baden 3:3                        |
| SV Mülheim-Nord – Ekonomist-SGSEU Saratów 4:2          |
| Urał Jekaterynburg – Ashdod-Illit City Club 3½:2½      |
| TPS Sarańsk – Mika Erywań 3½:2½                        |
| Bosna Sarajewo – FINEK-Gazprombank Petersburg 3½:2½    |
| SK Hohenems – Clichy-Echecs 92 3:3                     |
| Alkaloid Skopje – Beer Sheva Chess Club 2:4            |
| Gros XT – ŠK Zagreb 2:4                                |
| ŠK Široki Brijeg-Hering – Magic Mérida 1:5             |
| Haladás VSE Szombathely – Bank King Erywań 2½:3½       |
| ŠD Ptuj-Veplas Velenje – 1. Novoborský ŠK 2½:3½        |
| Werder Brema – CS R. Fischer Chieti 3½:2½              |
| FIMA Erywań – SK Advisory Invest Baden 2½:3½           |
| Barbican Chess Club – SK1968 3:3                       |
| SF Reichenstein – Taflfélag Bolungarvíkur 3½:2½        |
| ŠK Panevėžys – VŠŠSM Wilno 2:4                         |
| Oslo SS – SK Rockaden Stockholm 3½:2½                  |
| CREC Charleroi – Betsson.com 3:3                       |
| KSK 47 Eynatten – ES Saloniki 3½:2½                    |
| Matinkylän SK – CS Mendrisio 2½:3½                     |
| KSK Rochade Eupen-Kelmis – AMO Galaxias 4:2            |
| Tammer-Shakki – Slávia UPJŠ Koszyce 2½:3½              |
| Leidsch SG – Schakklubben av 1911 4:2                  |
| Gambit Bonnevoie – SC Utrecht 1½:4½                    |
| Istogu Istok – Butrinti Saranda 3:3                    |
| HMC Calder – Taflfélagið Hellir 2½:3½                  |
| Gambit Skopje – CE Monte-Carlo 3½:2½                   |
| Brønshøj SF – Cwmbran Chess Club 5½:½                  |
| Mérida Patrimonio de la Humanidad – QUB Chess Club 4:2 |
| Llamkos Vushtrria – Nidum Liberals 3½:2½               |
| Le Cavalier Differdange – Ennis Chess Club 5:1         |
| Apolonia Fier – Phibsboro Chess Club 0:6               |

### Runda 7
Źródło: OlimpBase
23 października 2008
| OSG Baden-Baden – Bosna Sarajewo 3:3                           |
| Urał Jekaterynburg – SV Mülheim-Nord 4½:1½                     |
| PVK Kijów – TPS Sarańsk 3:3                                    |
| Clichy-Echecs 92 – Ekonomist-SGSEU Saratów ½:5½                |
| Beer Sheva Chess Club – Mika Erywań 2½:3½                      |
| Ashdod-Illit City Club – SF Reichenstein 6:0                   |
| ŠK Zagreb – Magic Mérida 3½:2½                                 |
| FINEK-Gazprombank Petersburg – SK Hohenems 4½:1½               |
| Bank King Erywań – Werder Brema 3½:2½                          |
| 1. Novoborský ŠK – SK Advisory Invest Baden 4:2                |
| Alkaloid Skopje – Oslo SS 3½:2½                                |
| VŠŠSM Wilno – Barbican Chess Club 3½:2½                        |
| SK1968 – ŠK Široki Brijeg-Hering 2½:3½                         |
| Slávia UPJŠ Koszyce – CS R. Fischer Chieti 1:5                 |
| Leidsch SG – Gros XT 2:4                                       |
| Haladás VSE Szombathely – ŠD Ptuj-Veplas Velenje 3½:2½         |
| SC Utrecht – KSK 47 Eynatten 2:4                               |
| Betsson.com – CS Mendrisio 3½:2½                               |
| CREC Charleroi – KSK Rochade Eupen-Kelmis 1½:4½                |
| Gambit Skopje – FIMA Erywań 1:5                                |
| ŠK Panevėžys – Istogu Istok 4½:1½                              |
| Taflfélagið Hellir – SK Rockaden Stockholm 1½:4½               |
| Butrinti Saranda – Taflfélag Bolungarvíkur 2:4                 |
| ES Saloniki – Brønshøj SF 5½:½                                 |
| Tammer-Shakki – Gambit Bonnevoie 6:0                           |
| AMO Galaxias – Llamkos Vushtrria 2½:3½                         |
| Schakklubben av 1911 – Mérida Patrimonio de la Humanidad 4½:1½ |
| Matinkylän SK – Le Cavalier Differdange 2½:3½                  |
| Phibsboro Chess Club – HMC Calder 1:5                          |
| CE Monte-Carlo – Nidum Liberals 4:2                            |
| Cwmbran Chess Club – QUB Chess Club 2½:3½                      |
| Ennis Chess Club – Apolonia Fier 4½:1½                         |

## Klasyfikacja
Źródło: OlimpBase
| Msc | Zespół                            | M | W | R | P | Pkt |
| --- | --------------------------------- | - | - | - | - | --- |
| 1   | Urał Jekaterynburg                | 7 | 6 | 0 | 1 | 12  |
| 2   | OSG Baden-Baden                   | 7 | 5 | 2 | 0 | 12  |
| 3   | PVK Kijów                         | 7 | 4 | 3 | 0 | 11  |
| 4   | Bosna Sarajewo                    | 7 | 5 | 1 | 1 | 11  |
| 5   | Ekonomist-SGSEU Saratów           | 7 | 5 | 1 | 1 | 11  |
| 6   | TPS Sarańsk                       | 7 | 5 | 1 | 1 | 11  |
| 7   | Bank King Erywań                  | 7 | 5 | 0 | 2 | 10  |
| 8   | Ashdod-Illit City Club            | 7 | 4 | 2 | 1 | 10  |
| 9   | FINEK-Gazprombank Petersburg      | 7 | 5 | 0 | 2 | 10  |
| 10  | 1. Novoborský ŠK                  | 7 | 5 | 0 | 2 | 10  |
| 11  | SV Mülheim-Nord                   | 7 | 5 | 0 | 2 | 10  |
| 12  | Mika Erywań                       | 7 | 5 | 0 | 2 | 10  |
| 13  | ŠK Zagreb                         | 7 | 5 | 0 | 2 | 10  |
| 14  | Alkaloid Skopje                   | 7 | 4 | 1 | 2 | 9   |
| 15  | VŠŠSM Wilno                       | 7 | 4 | 1 | 2 | 9   |
| 16  | Beer Sheva Chess Club             | 7 | 4 | 1 | 2 | 9   |
| 17  | Clichy-Echecs 92                  | 7 | 3 | 3 | 1 | 9   |
| 18  | Magic Mérida                      | 7 | 4 | 0 | 3 | 8   |
| 19  | CS R. Fischer Chieti              | 7 | 4 | 0 | 3 | 8   |
| 20  | FIMA Erywań                       | 7 | 4 | 0 | 3 | 8   |
| 21  | Gros XT                           | 7 | 4 | 0 | 3 | 8   |
| 22  | Betsson.com                       | 7 | 3 | 2 | 2 | 8   |
| 23  | SK Advisory Invest Baden          | 7 | 4 | 0 | 3 | 8   |
| 24  | Werder Brema                      | 7 | 4 | 0 | 3 | 8   |
| 25  | KSK Rochade Eupen-Kelmis          | 7 | 4 | 0 | 3 | 8   |
| 26  | SK Hohenems                       | 7 | 3 | 2 | 2 | 8   |
| 27  | SF Reichenstein                   | 7 | 4 | 0 | 3 | 8   |
| 28  | Haladás VSE Szombathely           | 7 | 4 | 0 | 3 | 8   |
| 29  | KSK 47 Eynatten                   | 7 | 4 | 0 | 3 | 8   |
| 30  | ŠK Široki Brijeg-Hering           | 7 | 4 | 0 | 3 | 8   |
| 31  | SK1968                            | 7 | 3 | 1 | 3 | 7   |
| 32  | SK Rockaden Stockholm             | 7 | 3 | 1 | 3 | 7   |
| 33  | Barbican Chess Club               | 7 | 3 | 1 | 3 | 7   |
| 34  | Oslo SS                           | 7 | 3 | 1 | 3 | 7   |
| 35  | ŠK Panevėžys                      | 7 | 3 | 1 | 3 | 7   |
| 36  | Taflfélag Bolungarvíkur           | 7 | 3 | 1 | 3 | 7   |
| 37  | Tammer-Shakki                     | 7 | 3 | 0 | 4 | 6   |
| 38  | ES Saloniki                       | 7 | 3 | 0 | 4 | 6   |
| 39  | SC Utrecht                        | 7 | 3 | 0 | 4 | 6   |
| 40  | ŠD Ptuj-Veplas Velenje            | 7 | 2 | 2 | 3 | 6   |
| 41  | Schakklubben av 1911              | 7 | 2 | 2 | 3 | 6   |
| 42  | CREC Charleroi                    | 7 | 2 | 2 | 3 | 6   |
| 43  | Llamkos Vushtrria                 | 7 | 3 | 0 | 4 | 6   |
| 44  | Leidsch SG                        | 7 | 3 | 0 | 4 | 6   |
| 45  | CS Mendrisio                      | 7 | 3 | 0 | 4 | 6   |
| 46  | Slávia UPJŠ Koszyce               | 7 | 3 | 0 | 4 | 6   |
| 47  | Butrinti Saranda                  | 7 | 2 | 1 | 4 | 5   |
| 48  | Le Cavalier Differdange           | 7 | 2 | 1 | 4 | 5   |
| 49  | HMC Calder                        | 7 | 2 | 1 | 4 | 5   |
| 50  | Gambit Skopje                     | 7 | 2 | 1 | 4 | 5   |
| 51  | Istogu Istok                      | 7 | 1 | 3 | 3 | 5   |
| 52  | Taflfélagið Hellir                | 7 | 2 | 1 | 4 | 5   |
| 53  | Matinkylän SK                     | 7 | 2 | 0 | 5 | 4   |
| 54  | AMO Galaxias                      | 7 | 2 | 0 | 5 | 4   |
| 55  | Mérida Patrimonio de la Humanidad | 7 | 2 | 0 | 5 | 4   |
| 56  | CE Monte-Carlo                    | 7 | 2 | 0 | 5 | 4   |
| 57  | Brønshøj SF                       | 7 | 2 | 0 | 5 | 4   |
| 58  | Gambit Bonnevoie                  | 7 | 2 | 0 | 5 | 4   |
| 59  | QUB Chess Club                    | 7 | 2 | 0 | 5 | 4   |
| 60  | Phibsboro Chess Club              | 7 | 1 | 1 | 5 | 3   |
| 61  | Ennis Chess Club                  | 7 | 1 | 1 | 5 | 3   |
| 62  | Cwmbran Chess Club                | 7 | 1 | 0 | 6 | 2   |
| 63  | Nidum Liberals                    | 7 | 1 | 0 | 6 | 2   |
| 64  | Apolonia Fier                     | 7 | 0 | 0 | 7 | 0   |